# Toxostoma
Toxostoma es un género de aves paseriformes perteneciente a la familia Mimidae que agrupa 10 especies conocidas comúnmente como cuitlacoches. Son originarios de Norteamérica (principalmente de la parte sur), y están emparentados con los cenzontles (Mimus) y mulatos (Melanotis).

## Características
Miden de 22 a 32 cm de largo. Su cola es recta y bastante larga, tanto o más que el cuerpo. Al igual que en los mulatos y los cenzontles, el pico está curvado hacia abajo, y generalmente es largo, aunque varía según las especies. Su plumaje es de tonos opacos, pardos o grisáceos, con las alas y la cola más oscuras. En las alas suele haber franjas de tonalidad más clara. Las plumas de la garganta, pecho y vientre suelen ser claras (blancas o grisáceas) y en la mayoría de las especies esas partes del cuerpo presentan manchas oscuras. Los ojos pueden ser amarillos, naranjas o rojizos.
Generalmente se alimentan de insectos, pero también de frutos, semillas, gusanos, moluscos y, en ocasiones, pequeños reptiles.
La mayoría son aves cantoras que emiten sonidos musicales, y por lo tanto son apreciadas como aves de jaula. Algunas especies, además, tienen hábitos migratorios, pues en verano se desplazan al sur de su área de anidación. Prefieren los hábitats desérticos o semidesérticos y zonas de vegetación arbustiva; algunas especies habitan bosques, y una sola (T. guttatum) es de clima tropical.

## Nombre
El nombre cuitlacoche procede del náhuatl cuitla, "excremento", y quizás de cochi, "dormir", y quizá significa "el que duerme en el estiércol". Probablemente el nombre de estas aves haya sido el origen del nombre del hongo Ustilago maydis, muy conocido en México y llamado también cuitlacoche.[cita requerida]
Francisco Santamaría , en su Diccionario de mejicanismos, da esa etimología, y asegura que el nombre cuitlacoche (que acepta como apropiado para el hongo del maíz, Ustilago maydis) es una deformación de cuicacoche, y que así se llamó a las aves en un principio, y que proviene del náhuatl cuicatl ‘canto’, y cochi ‘dormir’; es decir, "el que canta para dormir".
En otros países hispanos, los ornitólogos los llaman también sinsontes (nombre que se usa también para las aves de los géneros Mimus y Melanotis). En  Estados Unidos y en la zona anglófona de Canadá, se llaman thrasher, es decir, "trillador", y en la zona francófona, moqueur, "burlón".[cita requerida]

## Especies
El género contiene diez especies:
- Toxostoma rufum - cuitlacoche rojizo. Canadá, Estados Unidos, México y Antillas.
- Toxostoma longirostre - cuitlacoche piquilargo. Estados Unidos y México.
- Toxostoma guttatum - cuitlacoche cozumeleño. Isla Cozumel (México).
- Toxostoma cinereum - cuitlacoche ceniciento o peninsular. Península de California (México).
- Toxostoma bendirei - cuitlacoche piquicorto. Estados Unidos y México.
- Toxostoma ocellatum - cuitlacoche ocelado. México.
- Toxostoma curvirostre - cuitlacoche piquicurvo o común. Estados Unidos y México. Suele llamársele cuicuite, por la onomatopeya de su grito (“cuicuit”).
- Toxostoma redivivum - cuitlacoche californiano. California (Estados Unidos) y Baja California (México).
- Toxostoma crissale - cuitlacoche culirrojo. Estados Unidos y México.
- Toxostoma lecontei - cuitlacoche pálido. Estados Unidos y México.